# Geum peckii
Geum peckii är en rosväxtart som beskrevs av Frederick Traugott Pursh. Geum peckii ingår i släktet nejlikrotsläktet, och familjen rosväxter. Inga underarter finns listade i Catalogue of Life.
Ursprungliga populationer finns troligtvis i New Hampshire i USA samt i Nova Scotia i Kanada. Arten växer i låglandet och i bergstrakter upp till 1850 meter över havet. Den hittas ofta i klippiga hedområden nära vattendrag. Andra habitat är myr nära kusten.
Beståndet hotas av oaktsamma personer som trampar på växten och av övergödning. Populationen i Kanada påverkas av avföring från måsar. Hela populationens storlek är okänd. IUCN listar arten som nära hotad (NT).